# Мисс Вселенная 1975
Мисс Вселенная 1975 (англ. Miss Universe 1975) — 24-й ежегодный конкурс красоты, проводился 19 июля 1975 года в Gimnasio Nacional José Adolfo Pineda, Сан-Сальвадор, Сальвадор. За победу на нём соревновалась 71 претендентка. Победительницей стала представительница Финляндии, Анна Мария Похтамо. Марта Эчеверри и Саммер Бартоломью победили в конкурсе «Мисс Фотогеничность», Кристин Джексон — в конкурсе «Мисс Конгениальность», Эмми Абаскаль — в конкурсе «Лучший национальный костюм».

## Результаты

### Места
| Финальные результаты | Участник |
| -------------------- | --- |
| Мисс Вселенная       | - Финляндия — Анне Потамо |
| 1-я вице-мисс        | - Гаити — Гефри Давид |
| 2-я вице-мисс        | - США — Саммер Бартоломью |
| 3-я вице-мисс        | - Швеция — Катерина Сьодаль |
| 4-я вице-мисс        | - Филиппины — Роса Бросас |
| Топ 12               | - Бразилия — Ингрид Будаг - Колумбия — Марта Трухильо - Сальвадор — Кармен Фигера - Англия — Вики Хэррис - Ирландия — Джулия Фарнхам - Израиль — Орит Купер - Япония — Сатико Накаяма |

## Специальные награды
| Премия                     | Участница                                             |
| -------------------------- | ----------------------------------------------------- |
| Мисс Конгениальность       | - Тринидад и Тобаго — Кристин Джексон                 |
| Мисс Фотогеничность        | - Колумбия — Марта Эчеверри - США — Саммер Бартоломью |
| Лучший национальный костюм | - Гватемала — Эмми Абаскаль                           |

## Судьи
| - Марибель Гальвес - Эрнест Боргнайн - Элин Гриффис - Киоши Хара - Жан-Клод Килли - Питер Лоуфорд | - Макс Лернер - Сьюзан Страсберг - Леон Юрис - Сара Вон - Лус Сулуага |

## Участницы
| - Англия — Вики Хэррис - Аргентина — Роса Сантильян - Аруба — Мартика Браун - Австралия — Дженнифер Мэтьюс - Австрия — Роземари Хольцшух - Багамские Острова — Соня Чипман - Бельгия — Кристин Дельмель - Бермуды — Донна Райт - Боливия — Жаклин Скетт - Бразилия — Ингрид Будаг - Венесуэла — Марица Монтоя - Внешние малые острова США — Джулия Воллэйс - ФРГ — Сигрид Клозе - Греция — Афродита Катсули - Гонконг — Мэри Чюнг - Гуам — Эмми Абаскаль - Доминиканская Республика — Мильвия Тронкосо - Израиль — Орит Купер - Индия — Минакши Курпад - Индонезия — Лидия Вахаб - Ирландия — Джулия Фарнхам - Исландия — Хельга Йонсдоттир - Испания — Чело Лопес - Италия — Диана Сальвадор - Канада — Сандра Кэмпбелл - Колумбия — Марта Трухильо - Коста-Рика — Мария Гонсалес - Кюрасао — Жасмин Фрайтес - Либерия — Аурелия Санчо - Ливан — Суад Нахул - Люксембург — Мария Мандерсшид | - Малайзия — Алиса Чеонг - Мальта — Франсес Сьянтар - Мексика — Делия Ньето - Нидерланды — Линда Снипп - Никарагуа — Альда Санчес - Новая Зеландия — Барбара Киркли - Панама — Анина Торрьос - Парагвай — Сусана Ферейра - Пуэрто-Рико — Лорель Хуан - Сальвадор — Кармен Фигера - Сингапур — Салли Тан - США — Саммер Бартоловью - Таиланд — Ванлайа Тонаваник - Тринидад и Тобаго — Кристин Джексон - Турция — Сецин Топсуоглу - Уругвай — Эвелин Родригес - Уэльс — Джорджина Керлер - Филиппины — Роса Бросас - Финляндия — Анне Потамо - Франция — София Перен - Чили — Ракель Аргандонья - Швейцария — Беатрис Ашванден - Швеция — Катерина Сьодаль - Шотландия — Мэри Кирквуд - Шри-Ланка — Шьяма Альгама - ЮАР — Джэйл Энтони - Югославия — Лидия Манич - Республика Корея — Сео Джи-Хью - Ямайка — Джильян Кинг - Япония — Сатико Накаяма |